# Djibouti ved OL
Djibouti deltog første gang i olympiske lege under Sommer-OL 1984 i Los Angeles og har siden deltaget i alle sommerlege undtaget Sommer-OL 2004 i Athen. Djibouti har ikke deltaget i vinterlege. 

## Medaljeoversigt
| Djiboutis medaljer under de olympiske sommerlege | Djiboutis medaljer under de olympiske sommerlege | Djiboutis medaljer under de olympiske sommerlege | Djiboutis medaljer under de olympiske sommerlege | Djiboutis medaljer under de olympiske sommerlege | Djiboutis medaljer under de olympiske sommerlege |
| ------------------------------------------------ | ------------------------------------------------ | ------------------------------------------------ | ------------------------------------------------ | ------------------------------------------------ | ------------------------------------------------ |
| Lege                                             | Guld                                             | Sølv                                             | Bronze                                           | Totalt                                           | Rang                                             |
| 1984 Los Angeles                                 | 0                                                | 0                                                | 0                                                | 0                                                | –                                                |
| 1988 Seoul                                       | 0                                                | 0                                                | 1                                                | 1                                                | 46                                               |
| 1992 Barcelona                                   | 0                                                | 0                                                | 0                                                | 0                                                | –                                                |
| 1996 Atlanta                                     | 0                                                | 0                                                | 0                                                | 0                                                | –                                                |
| 2000 Sydney                                      | 0                                                | 0                                                | 0                                                | 0                                                | –                                                |
| 2004 Athen                                       | Deltog ikke                                      | Deltog ikke                                      | Deltog ikke                                      | Deltog ikke                                      | Deltog ikke                                      |
| 2008 Beijing                                     | 0                                                | 0                                                | 0                                                | 0                                                | –                                                |
| 2012 London                                      | 0                                                | 0                                                | 0                                                | 0                                                | –                                                |
| 2016 Rio de Janeiro                              | 0                                                | 0                                                | 0                                                | 0                                                | –                                                |
| 2020 Tokyo                                       |                                                  |                                                  |                                                  |                                                  |                                                  |